# 세월의 돌
《세월의 돌》은 전민희 작가의 판타지 소설 아룬드 연대기 시리즈의 첫 번째 작품이자 첫 데뷔 소설이다. 또한, 텔넷 통신망 나우누리에 연재를 시작한 첫 작품으로써, 대만에도 수출하는 실적을 올리기도 했다.

## 작품 개요
하비야나크 마을에서 잡화점을 운영하는 18살 소년 파비안 크리스차넨은 정체불명의 괴물의 습격으로 마을이 폐허가 되고 어머니를 잃은 후, 죽은줄 알았던 아버지 아르킨을 만난다. 그는 아버지에게서 대대로 전해내려오는 가보 '아룬드나얀' 목걸이를 건네받고, 아룬드나얀의 네 가지 보석을 찾는 여행을 떠난다. 여행 도중 유리카 오베르뉴, 주아니, 나르디엔 듀플리아시드를 비롯한 여러 동료들을 만나면서 파비안은 여행의 진짜 목적이 전설의 대마법사 에제키엘이 200년 전에 예비해두었던 일, 즉 세상의 균열(인간, 엘프, 드워프의 멸종)을 막는 것임을 알게 된다.

## 작품 해설

### 줄거리
파비안 크리스차넨(원래 본명은 파비안 나르시냐크이다.)은 자기 어머니(이진즈 크리스차넨)와 함께 엠버리 영지의 동네 '큰사슴의 하비야나크'에서 큰 사슴 잡화점을 운영하고 있었다. 어느날 파비안은 엠버리 영지에서 가장 큰 마을 '장미꽃의 엠버'마을에 있는 영주의 성으로 배달을 가던 도중 미르보 겐즈를 만난다. 미르보는 참새 그물을 그에게 주문한다. 어쨌든 파비안은 영주의 성으로 갔을 때 즉석에서 영주의 아들 (아르노윌트)의 검술 대련 상대가 된다. 그 후 그는 아르노윌트와 대련하다 부상을 입는다.(아르노윌트는 인대가 늘어났다) 그래서 그때 그는 의사 엑셀란 나우케(나우케 의사라 불린다.)를 만나게 된다. 그때 나우케 의사는 관상에 대해서 얘기를 하고 그 얘기에 솔깃해진 파비안은 '월계수의 그릴라드'마을에 사는 나우케 의사의 여동생 즉 류지아 나우케를 찾아가게 된다. 파비안이 류지아를 찾아 갔을 때 그는 여러 가지 황당한 사실들을 듣게 된다. 그는 일 주일 안에 불행이 닥치리라는 것과 죽을 고비를 넘길 것이라는 예언을 듣는다. 과연, 그는 집으로 돌아가는 길에 괴물을 만나게 된다. 그때 미르보가 나타나서 그를 도와줬다.(사실 미르보가 괴물과 싸우고 있었다.) 이때 파비안은 미르보에게서 '영원의 푸른 강물을 가르는 찬란한 광휘' 즉 여명검(자칭 멋쟁이검)을 얻게 된다. 파비안은 미르보가 여명검 같은 대검을 갖고 있으면서도 괴물을 자신이 죽이지 않고 파비안에게 검을 주면서 괴물을 죽이라고 하는 것에 의아해했지만, 곧 여명검이 엄청나게 뜨거워서 그렇다는 것을 깨닫는다. 그런데 이상한 것은 파비안은 그 검을 만졌는데도 아무렇지 않았다. 괴물을 죽인 파비안은 꿈을 꿨는데, 꿈에 그 괴물이 나와 페어리의 여왕에 관련된 말을 했으나 파비안은 괴물이 뭐라고 말하는지 알아듣지 못했다. 괴물을 죽인 뒤 그 피를 몸에 묻히게 된 파비안과 미르보는 살인혐의로 감옥에 갇혔다. 그때 파비안이 살던 마을, 하비야나크가 어떠한 괴물에 의해 철저히 파괴가 된다.(하비야나크 근처의 '눈꽃의 스덴보름' 마을도 하비야나크만큼은 아니지만 폐허가 됐다.) 이때 파비안의 어머니 이진즈 크리스차넨도 살해된다. 감옥에 있던 파비안과 미르보는 성안에 병사가 없어 빠져나왔다.(병사가 없단말은 엠버리 영지에 일이 생겼다는 뜻) 파비안은 어머니의 죽음을 슬퍼하며 사나흘을 흐느끼며 지냈다. 그때 어머니가 죽기 전에 그릴라드 마을의 신데볼프 씨에게 맡겼다는 어머니의 편지를 받았는데 거기엔 손 올보르그 씨를 만나라고 써져 있었다. 그래서 손 올브로그 씨를 만나러 트뢰멜 시로 갔는데 파비안은 손 올보르그 씨가 아버지인 줄 알았으나 아니었고 그는 파비안이 찾아오기 얼마 전에 취중에 싸움을 하다가 죽었다고 했다. 그곳에서 파비안의 아버지 아르킨 나르시냐크의 부하가 너무나 닮아(파비안과 아르킨이) 데려왔다. 파비안이 사는 엠버리 영지가 속한 '이스나미르' 제국에서 가장 강한 기사단인 '구원 기사단'의 단장인 아르킨 나르시냐크 그가, 파비안의 아버지이다.(파비안은 여태까지 아버지가 없었고 어머니는 다른 도시에 산다고만 했으며 동네사람들은 파비안의 아버지가 죽었다고 했다.) 파비안은 다시 기운을 차리고 잡화점을 정리 하기 시작한다. 그리고 류지아는 그에게 점을 봐주겠다면서 한달 후 오라고 한다. 파비안은 그의 아버지에게 아룬드나얀(사계절의 목걸이)을 받고 이것을 다 채우기로 약속한다. 아버지가 기사단이 있는 님-나르시냐크로 돌아간 후 그는 가게정리를 하며 물건들을 죄다 팔아치웠다. 그 무렵 갑자기 나타나서 파비안의 검 연습에 대해 시비를 건, 아름답지만 짓궂은 유리카 오베르뉴를 만나게 된다. 그러나 파비안은 처음에는 유리카가 이상한 여자인 줄 알아서 별로 큰 관심을 갖지 않았다.(왜냐 하면 유리카가 파비안의 사과를 먹으면서 말을 못하는 사과가 살려달라고 부탁하고 있다고 했기 때문이다.)한달이 지나 류지아가 점을 봐줄때 그녀는 어느 방으로 들어가게 하고 그 안에서 파비안은 이스나에 드라니아나스(정령의 일종) '헤렐'을 만나게 된다. 헤렐은 여명검에 대해 설명해 주고 이스나미르의 이웃나라 '세르무즈'의 수도인 '하라시바'로 가라고 얘기한다. 그러나 헤렐은 파비안의 미래가 안개처럼 가려져 있어서 더 이상 알려줄 수 없다고 했다. 그리고 "소중한 것을 잃은 후에야 임무를 완성한다"라는 말을 남기고 사라진다. 이때 류지아는 자신의 머리카락을 잘라서 제물로 바쳤다. 파비안은 짐을 싸고 하비야나크에서 출발했다. 가기 전에 파비안은 큰사슴 잡화점에 불을 질러 모두 다 태워버렸다.(하비야나크는 알 수 없는 괴물들에 의해 철저히 파괴된 상태였다.) 파비안이 녹색호수 근처에서 잠시 회상에 빠져있을 때 갑자기 유리카 오베르뉴가 또 나타난다. 그래서 둘은 같이 길을 가게 되었다. 그러나 파비안과 '이름없는 들판'에 대해서 이야기하다가 (파비안이 들판을 지나가며 이름없는 들판이라고 하자 유리카는 이름이 없는 것은 존재하지 않는다고 주장했다. 그러다가 화제가 바뀌어서 유리카가 200년 전의 과거에서 온 사람들에 대해 이야기하자 파비안은 이번에도 200년 전에서 온 사람은 죽은 거나 다름없다고 했다.)화가났는지 날이 새자 바로 제 갈 길을 가버리고 만다. 파비안은 이베카(힘보른) 시 근처의 산에 있는 동굴에서 잠을 취하려 하다 로아에족인 주아니를 만나게 되고 이베카 시에 도착, 그곳에서 무언가를 피해 파비안 뒤에 숨으려던 나르디를 만난다. 나르디와는 '늦가을 들녘' 여관에서 저녁을 먹다가 나르디가 깡패들 앞에서 큰돈을 꺼내는 바람에 깡패들과 패싸움을 하고 '황금 술통' 여관에서 술을 마시고 그 다음날 헤어진다. 파비안은 갑옷 가게에 들어가 악랄하게 덤벼대서 갑옷값을 80존드 깎아 산 후 다시 갈 길을 가다 괴한에 의해 도둑길드로 납치되지만 주아니와 유리카에 의해 구출되고 본격적으로 아룬드나얀의 보석들을 찾아 모험을 하게 된다.

### 등장인물

#### 주요 등장인물
- 파비안 크리스차넨: 이 소설의 주인공. 하비야나크에서 잡화점을 운영하다 여행을 떠나게 된다. 그는 여행 도중 유리카 오베르뉴를 만난다. 그는 그녀와 함께 아룬드나얀을 다 채우는 데 성공하게 된다. 그리고 균열을 막기 위한 마지막 의식을 거행하기 위해 하르마탄의 피아 예모랑드로 가게 된다. 그러나 마지막 의식을 거행하는중 아버지인 아르킨 나르시냐크가 균열의 힘으로 자기만의 마법왕국을 만들려 하자 파비안은 그와 싸워 그를 죽이는 데 성공한다. 그러나 한쪽 눈을 잃고 다른 한쪽눈은 상처를 입는다. 다른 한쪽눈은 치료가 가능하나, 한쪽눈은 치료가 불가능한 상태에 처한다. 유리카에게서 한쪽 눈을 받아 다시 볼 수 있게 되지만, 엘다렌과 미칼리스와 헤어지게 된다. 그 후 엔젠(녹색)에 봉인된 유리카를 풀기 위해 여행을 떠난다. 소설 초반부터 등장하는 '녹보석의 기사'이야기의 주인공이 본인임을 소설의 후반에 깨닫는다.
- 유리카 오베르뉴: 이 소설의 히로인. 장난기가 매우 심한 편이다. 소설 시점으로 200년 전 에제키엘이라는 대마법사의 동료였다가 불완전하게 봉인된 '균열'을 막기 위해 봉인되었다. 원래는 '검은 무녀'-아스테리온의 고위 무녀였다. '프랑드의 공주'등으로 불린다. 파비안을 많이 도와주었다. 균열을 막는 의식이 끝나고 죽음 직전에 미칼리스에 의해 엔젠에 봉인된다. 엔젠화 되기 직전의 신체나이는 18살, 살아온 세월은 218년이다.
- 주아니: 로아에 족이자 파비안의 친구, 그녀의 말에 의하자면 그녀가 최초로 바깥세상으로 여행을 떠난 로아에라고 한다. 수줍은 탓에 파비안의 주머니에서 잘 나오지 않는다.(그 정도로 크기가 작다.) 화가나면 아무말도 안하고 그냥 있는다. 65살. 이야기 도중에 66살이 된다.
- 나르디엔 루아 듀플리시아드:이스나미르의 태자로 늘 고색창연한 말투를 구사해 파비안을 곤란하게 만든다(파비안은 그걸 '궁극의 노인네 말투'라 한다). 왕궁을 몰래 빠져나와 떠돌이로 위장하고 이베카로 갔다가 거기까지 쫓아온 왕실수색대를 피하려고 파비안 뒤에 숨으려다 서로 말을 주고받다가 친구가 되었다. 후에 이스나미르의 왕이 된다. 쌍검과 단검을 다루는 데 특별한 재주가 있다.
- 엘다렌 히페르 카즈야 그리반센: 드워프 족의 왕, 200년 전 에제키엘의 동료. 유리카와 마찬가지로 의식을 위해 봉인되었다. 유리카에 의해 불리는 별명은 '엘프 난쟁이 영감', 또는 '엘다'이다. 드워프의 왕이기 때문에 자존심이 세고 키가 작은 것(드워프는 선천적으로 키가 작은 종족이다)을 부끄럽게 생각하지 않는다. 성인 남성 몇 명을 합해 놓은 것 같은 경이로운 체력과 난쟁이답지 않은 도약력, 현란한 실력의 도끼질은 굉장하다.
- 미칼리스 미르나치야 : 하얀 부리 엘프족의 수장, 엘다렌과 경위 동일. 연인의 이름은 이베카 민스치야이다(이베카의 별명은 '이비', 또는 '비크', 이베카는 그루터기 엘프에 속한다.). 유리카에 의해 불리는 별명은 '미카'이다. 쾌활한 성격으로 활을 다루는 솜씨가 일품이다.
- 아르킨 나르시냐크: 파비안의 아버지, 구원 기사단의 단장. 마르하드노 시즈카(Sizeka),즉 검푸른 광풍이라고 불린다. 자신의 아버지의 복수를 하기 위해 파비안을 죽여 아룬드나얀의 힘을 얻으려 한 비정한 아버지. 에제키엘의 검이었던 황혼검을 지니고 있으며, 이진즈 크리스차넨을 죽인 장본인이다.

#### 보조 등장인물
- 류지아 나우케: 소녀 점쟁이. 엑슬란 나우케와 남매 관계이다. 원래 파비안과 연결된 예언가였으나, 나중에 파비안과 더 강한 연결을 가진 예언가인 유리카 오베르뉴에 의해 파비안과의 연결이 약화된다. 소설에서 보면 유리카가 류지아의 힘을 빼앗아가게 됐다고 한다.(물론 유리카의 의도는 아님.)
- 이진즈 크리스차넨: 파비안의 어머니. 듀나리온 무녀 수련을 했으나 파비안을 구하기 위해 자살한 것처럼 꾸민 뒤 은신하여 파비안을 키운다.
- 미르보 겐즈: 엔젠을 풀 열쇠를 지니고 있다고 생각되는 인물. 페어리 사냥꾼이다.
- 하르얀 나르시냐크: 파비안의 배다른 동생, 파비안을 증오한다. 후에 반란을 일으키나 패하여 전사했다.
- 티무르 리안센: 하르얀의 친구이자 부하 격인 인물. 도둑길드의 중요한 인물. 이 역시 반란에서 패하고 사형 당한다.
- 베르나르트 클루이펠트:어린 시절 하르얀이 믿고 따르던 사실상 하르얀의 의붓형이자 부하 격인 인물.무예 실력이 출중하다.반란에 가담했으나 반란군에게 포위된 파비안을 도와 티무르를 무찔렀다.이 역시 반란에서 패해 사형당했다고 알려졌으나 나르디엔 국왕의 보살핌으로 이름을 바꾸고 살아남았다.
- 아티유 지스카르트: 푸른 굴조개호의 선장. 시즈카(광풍)속에서도 부러진 다리로 선원들을 이끄는 등 책임감이 뛰어나다.
- 바르제 자매들: 유리카와 파비안이 여행 도중 만난 자매들. 이중 아라디네와 미르디네가 각각 파비안과 나르디를 좋아한다.
- 헤르미 바르제: 바르제 자매들의 어머니. 프론느 헤르미라고도 불린다. 처녀적 성은 산토즈.
- 츠칠헨 야스딩거 : 님-나르시냐크 구원 기사단 서열 6위의 프랑드의 기사. 금발에 새파란 눈의 미남이며 아르킨의 측근이다. 후에 베르나르트로부터 진실을 전해 듣고 님 나르시냐크 구원 기사단을 떠난다.

### 그외 사실들
- 세월의 돌 캐릭터 인기투표 결과 1위는 파비안 크리스차넨 2위는 유리카 오베르뉴 3위는 나르디엔 루아 듀플리시아드가 차지했었다.
- 소설에 나오는 구성 중의 일부는 작가 동생의 머리로부터 나온 것이 있다.(미르보 겐즈의 고구마 주문 등.)
- 파비안이 칼레이시아드를 익히러 간 동굴에서 파비안 일행은 더 깊은 곳까지 안 들어갔고, 누군가 들어갈 것이라는 암시를 했다. 아룬드 연대기 4부나 5부에서 동굴 안쪽으로 들어가는 사람이 있을 듯하다.
- 세월의돌은 판타지 순위 3위에 오른 기록이 있다.

## 연결권 서지정보
| 제목         | 저자   | 출판사     | 출간일     | 페이지 | 판형 | ISBN-10           | ISBN-13           |
| ------------ | ------ | ---------- | ---------- | ------ | ---- | ----------------- | ----------------- |
| 세월의 돌 1  | 전민희 | 제우미디어 | 2004-12-22 | 349    | A5   | 978-89-90886-33-0 | 978-89-90886-32-3 |
| 세월의 돌 2  | 전민희 | 제우미디어 | 2004-12-22 | 367    | A5   | 978-89-90886-34-7 | 978-89-90886-32-3 |
| 세월의 돌 3  | 전민희 | 자음과모음 | 1999-11-13 | 304    | A5   | 8984470031        | 9788984470033     |
| 세월의 돌 4  | 전민희 | 자음과모음 | 1999-11-24 | 304    | A5   | 898447004X        | 9788984470040     |
| 세월의 돌 5  | 전민희 | 자음과모음 | 1999-12-04 | 300    | A5   | 8984470058        | 9788984470057     |
| 세월의 돌 6  | 전민희 | 자음과모음 | 1999-12-16 | 296    | A5   | 8984470066        | 9788984470064     |
| 세월의 돌 7  | 전민희 | 자음과모음 | 1999-12-28 | 296    | A5   | 8984470074        | 9788984470071     |
| 세월의 돌 8  | 전민희 | 자음과모음 | 2000-01-13 | 284    | A5   | 8984470082        | 9788984470088     |
| 세월의 돌 9  | 전민희 | 자음과모음 | 2000-01-28 | 289    | A5   | 8984470090        | 9788984470095     |
| 세월의 돌 10 | 전민희 | 자음과모음 | 2000-02-22 | 300    | A5   | 8984470104        | 9788984470101     |

## 같이 보기
- 아룬드 연대기 시리즈: 태양의 탑